# 拉特朗布拉德
拉特朗布拉德（法語：La Tremblade，法語發音：[la tʁɑ̃blad]）是法国滨海夏朗德省的一个市镇，位于该省西部偏南，属于罗什福尔区。

## 地理
拉特朗布拉德（45°46'10"N, 1°8'30"W）面积69.13 平方千米，位于法国新阿基坦大区滨海夏朗德省，该省份为法国西部滨海省份，北起旺代省，西临大西洋，南至吉倫特省，东南接多爾多涅省，东北接德塞夫勒省接壤，东临夏朗德省。
与拉特朗布拉德接壤的市镇（或旧市镇、城区）包括：阿韦尔、莱马特、圣瑞斯特-吕扎克、马雷讷-耶尔斯-布鲁阿日。

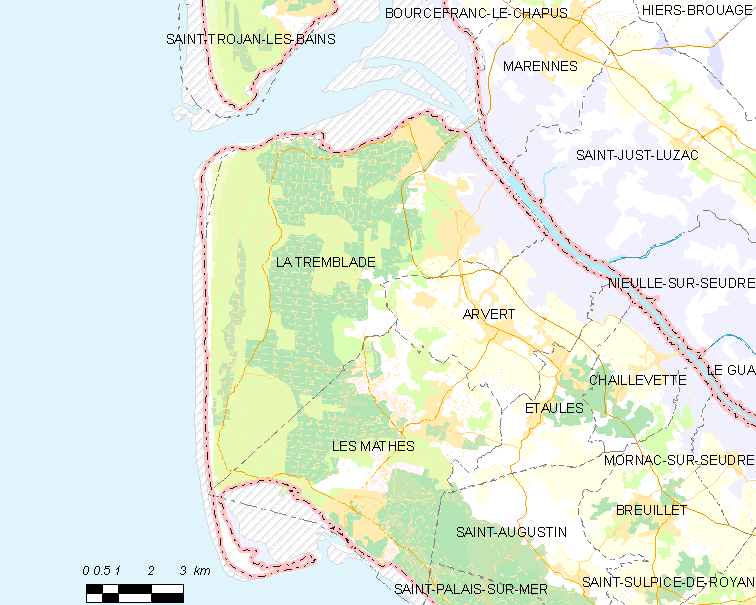
拉特朗布拉德的OSM定位图

拉特朗布拉德的时区为UTC+01:00、UTC+02:00（夏令时）。

## 行政
拉特朗布拉德的邮政编码为17390，INSEE市镇编码为17452。

## 政治
拉特朗布拉德所属的省级选区为拉特朗布拉德县。

## 人口

1962-2008年间拉特朗布拉德人口变化图示

拉特朗布拉德于2022年1月1日时的人口数量为4543人。